# Pirydoksyna
Pirydoksyna (adermina) – organiczny związek chemiczny, pochodna pirydyny, jedna z form witaminy B6. W organizmie ulega przemianie do fosforanu pirydoksalu, aktywnej formy witaminy B6, wchodzącego w skład grup prostetycznych wielu enzymów niezbędnych w syntezie aminokwasów (np. tryptofanu), neuroprzekaźników (katecholamin, serotoniny, norepinefryny), sfingolipidów, kwasu 5-aminolewulinowego oraz metabolizmie białek (np. hemoglobiny), węglowodanów i tłuszczów.
Stosowana jest m.in. jako skuteczny środek w leczeniu zespołu napięcia przedmiesiączkowego, jednak spożywana w dawkach powyżej 0,2 g dziennie może być neurotoksyczna. Przyjmowana w dawkach powyżej 2 g dziennie może powodować neuropatię sensoryczną, a objawy neurologiczne mogą nie ustąpić całkowicie po jej odstawieniu.